# Andy Stochansky
Andy Stochansky é um cantor e compositor de músicas canadiano, com contrato com a RCA U.S. desde 2000, onde lançou o primeiro álbum intitulado " 5 Star Motel".
Ele foi convidado na série do WB na série Charmed onde apareceu como ele próprio no episódio Spin City.

## Discografia
- While You Slept (1992)
- Radio Fusebox (1999)
- Five Star Motel (2002)
- 100 (2005)